# Kościół San Simeone Profeta w Wenecji

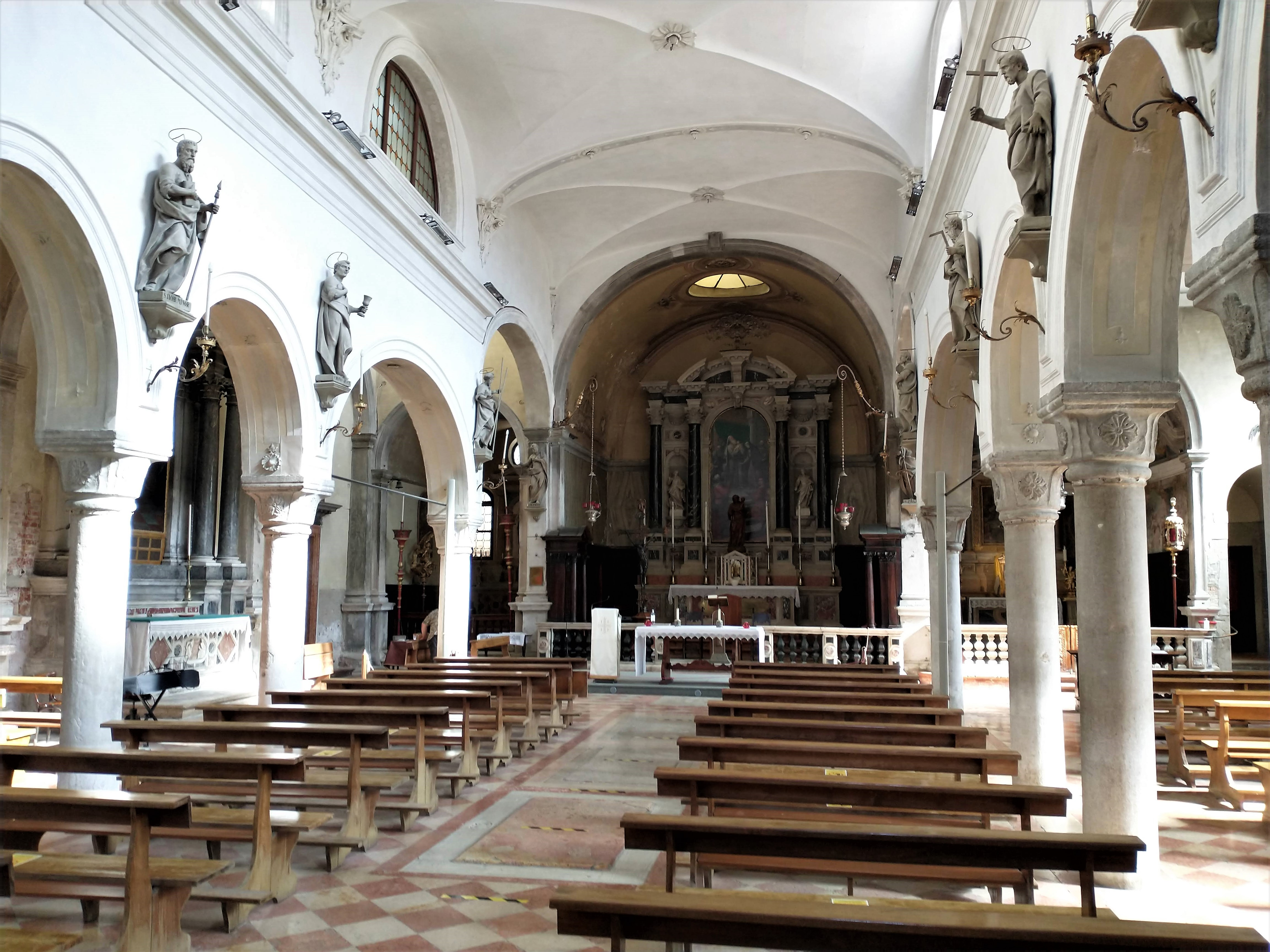
Wnętrze

Kościół San Simeone Profeta (wen. Ciexa de San Simeon Grando, pl. kościół św. Symeona Proroka) – rzymskokatolicki kościół w Wenecji w dzielnicy (sestiere) Santa Croce. Administracyjnie należy do Patriarchatu Wenecji. Jest kościołem parafialnym parafii pod tym samym wezwaniem, wchodzącej w skład dekanatu San Polo - Santa Croce - Dorsoduro. Nazywany też San Simeon Grande (św. Symeona Wielkiego) dla odróżnienia go od kościoła San Simeon Piccolo (św. Symeona Małego).
Wśród zgromadzonych w jego wnętrzu dzieł sztuki wyróżniają się obrazy: Ostatnia Wieczerza Tintoretta i Ofiarowanie w świątyni z darczyńcami Palmy młodszego.

## Historia
Kościół św. Symeona Proroka został przypuszczalnie założony w 967 roku przy wsparciu rodzin Ghisi, Adoldi i Briosi. Zbudowany z drewna i słomy służył okolicznej ludności zajmującej się rybołówstwem i uprawą warzyw. Pierwsza udokumentowana wzmianka o nim pochodzi z 1073 roku. Przydomek Grande (Wielki) dodano, aby odróżnić go od pobliskiego kościoła San Simeon Piccolo (św. Szymona Małego). W 1150 roku kościół został odbudowany z użyciem kamienia po gwałtownym pożarze, który zniszczył większość budynków w dzielnicy. W tym samym czasie kościół przypuszczalnie zyskał status parafialnego, aby zaspokoić potrzeby kultu i opieki duszpasterskiej na coraz liczniejszą ludnością. Kościół został ponownie przebudowany w XIII wieku.
Jedyny widok kościoła z tamtych czasów zachował się na mapie Jacopa de’ Barbari z 1500 roku. Budynek wygląda jak jednorodna bryła, przekryta dachem dwuspadowym, co mogłoby sugerować, że jego wnętrze było jednonawowe. Jednak obecny, trzynawowy plan kościoła i obecność w nim starych kolumn, wykorzystanych w kolejnych przebudowach, sugerują, że kościół od początku był wzniesiony jako bazylika. 
Na początku XVIII wieku kościół pod kierunkiem Domenica Marguttiego został ponownie przebudowany. Renowacji wnętrza dokonano w latach 1750–1755, przypuszczalnie na zlecenie miejskiego wydziału sanitarnego, który niepokoił się obecnością ofiar dżumy pochowanych pod posadzką po epidemii z 1630 roku i z tego powodu zalecił położenie nowej posadzki. Prace restauracyjne w XIX wieku ujawniły jednak, że stara posadzka pozostała nienaruszona pod nową. W 1757 roku zrealizowano nową fasadę świątyni według projektu przypisywanego Giorgiowi Massariemu.
Na mocy dekretu napoleońskiego Królestwa Włoch z 5 czerwca 1805 roku (oraz kolejnych dekretów) zainicjowano w Wenecji proces kasat i przekształceń kościołów i klasztorów oraz zmian granic parafii. W związku z tym w 1807 roku została zniesiona parafia San Simeon Profeta, a kościół został z tego samego powodu zdegradowany do rangi kościoła filialnego w parafii Santi Simeone i Giuda (San Simeone Piccolo). Jednak 1810 roku w efekcie nowych przepisów role się odwróciły i kościół San Simeon Grande odzyskał status kościoła parafialnego oraz obszar swojej dawnej parafii, a San Simeon Piccolo stał się ponownie jego kościołem filialnym. Kościół aż do 1807 roku miał dodatkowo status kolegiaty, która była zarządzana przez kapitułę złożoną z dwóch kapłanów tytularnych, diakona, subdiakona i dwóch akolitów. Od 1807 roku kościołem zarządza proboszcz z nominacji patriarchy.
W 1861 roku w kościele zostały przeprowadzone dalsze prace remontowe, a w latach 2015–2016 – kolejne.

## Architektura
Kościół San Simeone Profeta jest otoczony budynkami, z wyjątkiem fasady, absyd i południowej strony, która wychodzi na wewnętrzny ogród. Po stronie północnej ciągnie się długi portyk, na którym górują domy. XVI-wieczne apsydy są zamknięte płaskimi ścianami, przeprutymi dużymi oknami termalnymi.

### Fasada
Fasada Massariego z 1755 roku została w wyniku prac konserwatorskich z 1861 roku całkowicie przebudowana w stylu neoklasycystycznym. Jest podzielona pionowo na trzy części przez dwie korynckie półkolumny, ustawione na wysokich cokołach i zakończona trójkątnym tympanonem. W części środkowej znajduje się wysoki portal flankowany dwiema płytami z kamienia istryjskiego, a nad nim – dwa okna.

### Kampanila
Kampanila, wysoka na 23 metry, z dzwonami uruchamianymi ręcznie, pochodzi z XVIII wieku. Z mapy Jacopa de’ Barbari z 1500 roku wynika, że wówczas była większa i wyższa.

## Wnętrze

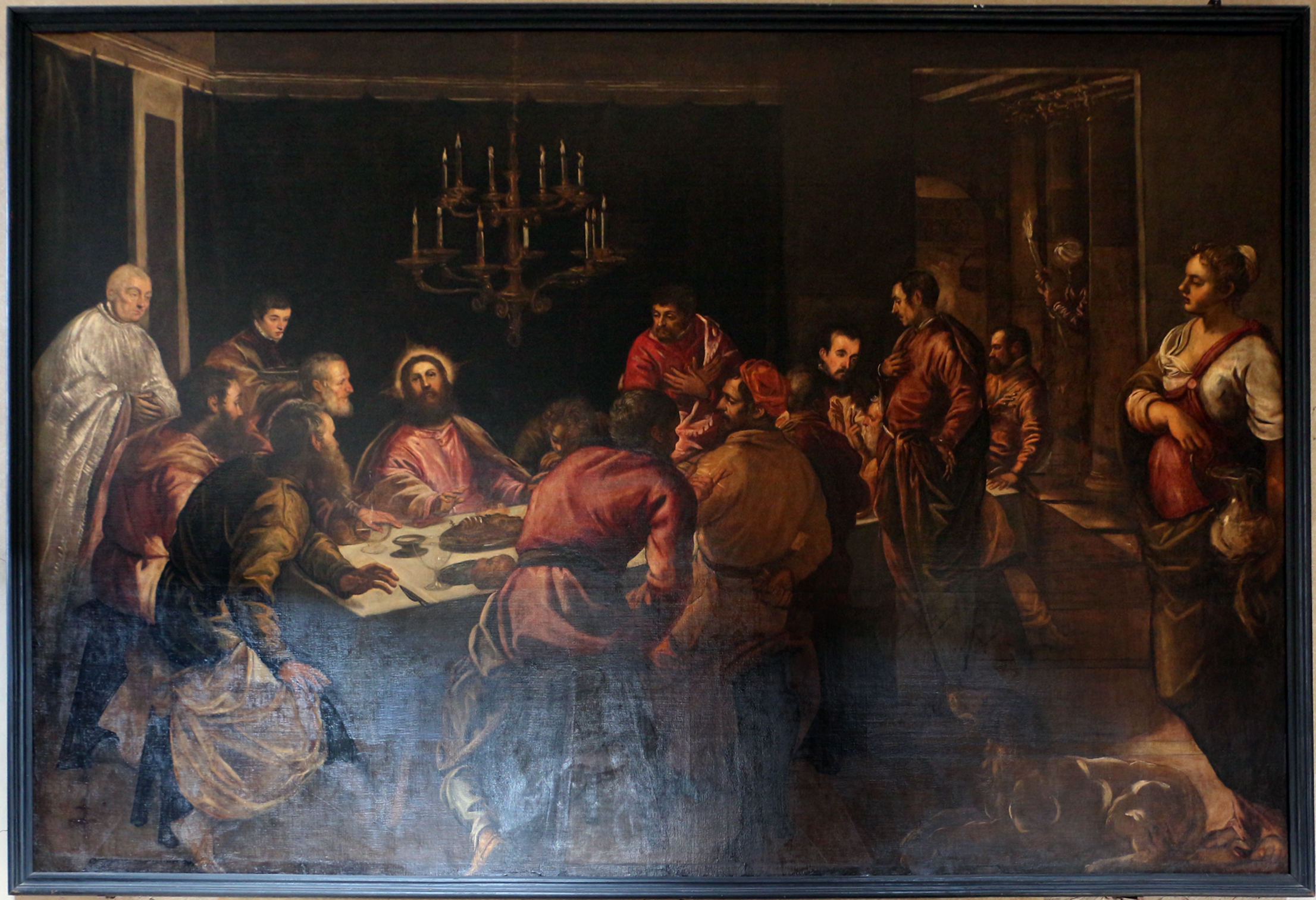
Jacopo Tintoretto, Ostatnia Wieczerza

Wnętrze ma trzy nawy o różnych szerokościach: nawy lewa i główna zachowują pierwotne proporcje, natomiast nawa prawa została poszerzona w XVIII wieku w celu zwiększenia powierzchni kościoła. Kolumny o bizantyńskich kapitelach, oddzielające nawy pochodzą ze średniowiecznego etapu budowy kościoła. Całość, choć niespójna, sprawia wrażenie jednolitości dzięki XVIII-osiemnastowiecznej, stiukowej dekorację nawy głównej, gzymsom i posągom. Nawę główną przekrywa sklepienie krzyżowe. Ołtarz główny stanowi prosta mensa z marmurowym antepedium. Posągi Dwunastu Apostołów nad kolumnami nawy pochodzą z początku XVII wieku i są dziełem Francesca Terillego. Za ołtarzem stoi stiukowy, kolorowy, pozłacany posąg Madonna z Dzieciątkiem, dzieło szkoły toskańskiej z XV wieku. Sklepienie kaplicy po prawej stronie prezbiterium pokrywa częściowo zachowany (przypuszczalnie XVIII-wieczny) fresk. Na ścianie prawej nawy wisi obraz Ofiarowanie w świątyni z darczyńcami pędzla Palmy młodszego, a na ścianie lewej nawy – Ostatnia Wieczerza Tintoretta z 1560 roku. W zakrystii znajduje się obraz Trójca Święta, przypisywany Giovanniemu Mansuetiemu.